# Конрад X Ландшад фон Щайнах
Конрад X (Контц) Ландшад фон Щайнах (на немски: Konrad X (Contz/Kontz) Landschad von Steinach; † 14 февруари 1417) е имперски рицар, благородник от фамилията „Ландшад-Щайнах“ на Некар в Оденвалд в Южен Хесен.
Той е син на Конрад IX († 1377), пфалцски вицтум в Нойщат ан дер Вайнщрасе и втората му съпруга Маргарета фон Хиршхорн.
Конрад X е много ценен при пфалцграфа и се грижи за неговите финансии. Рупрехт фон дер Пфалц, 1400 до 1410 г. немски крал, Конрад става фогт на замък Трифелс и кралски съветник.
На 29 декември 1414 г. Конрад прави дарение за „олтара на Мария“ в „капелата Мария“ във Фрауенвайлер. В завещанието им от 29 юни 1404 г. той и съпругата му завещават 300 гулден на манастира в Нойщат.
Конрад Ландшад фон Щайнах е погребан в манастирската църква в Нойщат ан дер Вайнщрасе. В тази църква са погребани също и родителите му.

## Фамилия
Конрад (Контц) Ландшад фон Щайнах се жени пр. 4 юни 1400 г. за Анна/Елза фон Флекенщайн († 16 ноември 1413), дъщеря на Хайнрих XI фон Флекенщайн († 1420) и Йохана фом Хауз-Изенхайм († сл. 1378). Те имат две дъщери:
- Кетерлин Ландшад фон Щайнах († сл. 1405/сл. 1415), омъжена за рицар Кунтц VI фон Розенберг († 1427); рицар Конрад IX фон Розенберг († 1458/1463) е техен внук
- Елизабет Ландшад фон Щайнах († 8 юни 1469, погребана в църквата в Хайделберг), омъжена за Свикер/Швайкхардт VII фон Зикинген († 1417/5 октомври 1459), главен дворцов майстер на крал Рупрехт и дядо на Швайкхардт VIII фон Зикинген († 1505), който е баща на прочутия Франц фон Зикинген.[3]

## Замъците на род Ландшад фон Щайнах
Западно от Некарщайнах се намират четири замъка на род Ландшад фон Щайнах: